# Jabłonna Pierwsza
Jabłonna Pierwsza – wieś w Polsce położona w województwie lubelskim, w powiecie lubelskim, w gminie Jabłonna. Leży przy drodze wojewódzkiej nr 835, 20 km od centrum Lublina. 
Wieś stanowi sołectwo gminy Jabłonna. 
Wieś leży w centralnej części gminy Jabłonna. Miejscowość była przejściowo siedzibą gminy Piotrków.
W latach 1975–1998 miejscowość należała administracyjnie do ówczesnego województwa lubelskiego.
Wierni Kościoła rzymskokatolickiego należą do parafii Wniebowstąpienia Pańskiego w Jabłonnie.

## Położenie
Położona malowniczo na terenie Krzczonowskiego Parku Krajobrazowego w obszarze chronionego krajobrazu. Składa się z kilku części: Jabłonna Pierwsza, Jabłonna Druga, Jabłonna-Majątek. W miejscowości znajduje się przedszkole, szkoła podstawowa oraz gimnazjum. Ciekawym miejscem jest zespół parkowo-pałacowy, przed II wojną światową należący do rodziny Vetterów, znanych lubelskich przedsiębiorców i filantropów. Posiadłość obecnie należy do rodziny Janusza Palikota.

## Sport
W miejscowości działają kluby sekcji piłki nożnej Avenir Jabłonna i Muks Jabłonna.

## Transport
Przez Jabłonnę co kilkanaście minut przejeżdżają busy z Lublina do Piotrkowa i do Lublina. Ponadto przez Jabłonnę przejeżdżają busy i autobusy z i do Bychawy, Biłgoraja, Krasnegostawu, Szczebrzeszyna ale też Przemyśla, Zamościa i Warszawy.

## Nieoficjalne części Jabłonny[9]
- Kolonia Jabłonna Pierwsza – północna część wsi przy drodze zwanej „Wesołą”.
- Kolonia Malinowskiego – zabudowania we wschodniej części wsi przy lesie zwanym „Markówką”.
- Kolonia Sachalin – pola i zabudowania w południowej części wsi.
- Kolonia Wiatraczna – centrum wsi.